# Orderic Vitalis
Orderic Vitalis vagy más néven Ordericus Vitalis (1075. február 16., Sropshire, Shrewsbury mellett – 1142 körül) latin nyelven író középkori angolszász történetíró. Fő művei a Historia Ecclesiastica és a Gesta Normannorum Ducum.

## Élete és működése
Orderic Odeleriusnak, Roger de Montgomery lelkészének legidősebb fiaként született. 1085-ben a normandiai Saint-Évroult-ba ment, ahol szerzetes lett. 1093-ban szentelték diakónussá, 1107-been pappá. Élete nagy részét a kolostorban töltötte, néhány feljegyzés azonban azt mutatja, hogy meglátogatta Cluny, Cambrai, Crowlend és Worcester apátságait, valamint 1119-ben részt vett a reimsi zsinaton is.
Saint-Évroult-ban lemásolta és kiegészítette Guillaume de Jumièges történetíró Gesta Normannorum Ducum (A normann hercegek cselekedetei) című művét, 1115 és 1142 között pedig írt egy egyháztörténetet (Historia Ecclesiastica), melyet eredetileg csak a kolostora történetének szánt, azonban fokozatosan világtörténetté bővítette. Művében számos érdekes kitérőt, apró epizódot örökít meg a normann uralom alá került angolszászok életéről.
Orderic nagy műveltségű író, könyveiben számos korábbi krónikából idéz – emellett kora divatos lovagi énekeit is ismeri.

## Részlet művéből
Az angolok minden szabadsága semmivé lett. Az elviselhetetlen, még soha nem tapasztalt járom alól szabadulást keresvén, Svendhez, a dánok királyához fordultak, hogy követelje vissza Angliát, melyet ősei: Sven és Kanut fegyverrel foglaltak el. Egyesek meg számkivetésbe mentek, hogy a normannok hatalma alól szabaduljanak, s esetleg idegen segítséggel új harcot kezdhessenek ellenük. Megint mások, a fiatalság színe-java messzire távoztak, s Alexiosz  konstantinápolyi császár hadseregébe szegődtek, ki ellen a bölcs és vendégszerető Guiscard Róbert minden erejével küzdött, ama Mihály  érdekében, akit a görögök elűztek a trónról, mert meg akarta törni a szenátus hatalmát.